# Monsters, Inc.
Monsters, Inc. er en amerikansk tegnefilm fra 2001, og den fjerde computeranimerede spillefilm produceret af Pixar Animation Studios. Filmen havde premiere i USA den 2. november 2001, den 26. december 2001 i Australien og den 8. februar 2002 i Storbritannien (og Danmark).
Da filmen havde premiere i USA fik den rekorden for bedst box office for en animeret film og den sjettebedste nogensinde. Monsters Inc. er den 50. højest indtjenende film nogensinde. Filmen vandt en Oscar for bedste sang, Randy Newmans If I Didn't Have You.

## Handling
Filmen starter i Monstropolis, en 1930'er agtig retro by, som er beboet af monstre i alle størrelser og former. Monstropolis' kerne er energifabrikken Monsters Inc. eller i daglig tale "MI". Monsters Inc. sender deres ansatte ind gennem døre der teleporterer dem til børns værelser, hvor de skal skræmme børnene. Skrigene fra de skræmte børn er nemlig den energi som byen bruger for at fungere. Den administrerende direktør af Monsters Inc. er et krabbe-lignende monster der hedder Henry J. Waternoose (Henning Moritzen). Top-skræmmeren på Monsters Inc. er James P. "Sulley" Sullivan (Peter Aude), en 2½ m høj behåret, blågrønt monster med horn og violette prikker, hvis bedste ven og bofælle er den lille, grønne og en-øjede Mike Wazowski (Donald Andersen). James P. "Sulley" Sullivan og Mike Wazowski er de to hovedpersoner. Mike er Sulleys assistent.
Sulley er rar og rolig af natur, mens Mike er besat af sin bil og sin kæreste, den Medusa-lignende Celia Mae (Iben Hjejle). Sulleys største konkurrent på Monsters Inc., er den kamæleon-lignende Randall Boggs (Mads Mikkelsen), som er i stand til at ændre sin hudfarve, så han falder i med sine omgivelser, og han er den næstbedste skræmmer, lige under Sulley.
En dag, da Sulley og Mike er på vej til arbejdet, snakker de om at byen lider af energi-mangel, fordi børn i dag ikke er så lette at skræmme, fordi de ser så meget fjernsyn, som gør dem "hårdere" over for frygt. Lige inden de skal hjem efter en lang dag, spørger sekretæren, den dræbersnegle-lignende Rosa, om Mikes rapporter, som skal indleveres. Mike har glemt alt om det, fordi han skal på date med Celia, og Sulley bliver derfor sat til at indlevere papirerne. Da Sulley har fundet rapporterne. opdager han en forladt dør, som ikke er blevet sendt tilbage efter fyraften, selvom at det er imod reglementet at lade døre blive tilbage.
Efter at Sulley har undersøgt døren, opdager han en lille menneskepige (Augusta Christiansen) bag sig, og fordi han mangler adgangskortet til døren, kan han ikke sende hende hjem igen. Fyldt med frygt forsøger Sulley at gemme pigen for nogle medarbejdere, da det i monsterverdenen regnes for livsfarligt at røre et menneske. Efter flere overvejelser tager Sulley pigen med hen til Mike, som nyder en romantisk middag med Celia på en sushirestaurant. Her slipper pigen fra Sulley, og hun skaber panik i restauranten. CDA (Child Detection Agency) tropper op, men Sulley og Mike når at forsvinde hjem med pigen, inden de bliver opdaget.
Pigen overnatter hos Mike og Sulley, og hun bliver snart døbt: "Bøh", fordi hun har det med at sige "bøh!" for at forskrække Sulley. Mike og Sulley finder ud af at hun slet ikke er farlig, men de vil stadig sende hende hjem, så de kan undgå ballade fra CDA. De klæder hende ud som et monster, og får smuglet hende ind i Monsters Inc., hvor de forsøger at finde hendes dør. Mike bliver desværre afsløret af Randall, som godt ved at pigen ikke er hvor hun burde, og han tilbyder at finde hendes dør frem inde i arbejdshallen. Sulley er med på ideen, indtil Mike fortæller ham, at det er Randall, der har fundet døren frem, hvorefter Sulley bliver mistænksom. Mike forsøger at overbevise Sulley om Randalls uskyld ved at selv gå ind på Bøhs værelse, men Randall er inde i værelset, og fanger Mike, fordi han tror, Mike er Bøh. Sulley og Bøh gemmer sig, og ser hvordan Randall har puttet Mike i en kasse, og kører med ham hen til en hemmelig kælder under skræmmefrabrikken. Her får Mike og seerne fremvist et stort vacum-baseret udstyr, som skal bruges til at suge skrig ud af munden på børn, kaldet Skrig-Udtrækkeren. Sulley og Bøh er fulgt efter Randall og Mike distraherer ham mens de befrier ham fra maskinen, og sætter Randalls assistent, Fungus (Anders Bircow), i stedet for.
Senere dukker Sulley op i simulationsrummet, fordi han skal vise nye arbejdere, hvordan man laver det uhyggeligste ansigt, så barnet skriger mest. Bøh, som slipper fra Mike, løber grinende op til Sulley, som ikke opdager hende, hvorefter han begynder at brøle af simulationsdukken – og Bøh. Bøh bryder ud i gråd, og løber væk, men falder på vejen, hvor hendes hætte falder ned, og afslører at hun er det efterlyste menneskebarn. Sulley kigger efterfølgende op på skærmene af sig selv brøle, husker Bøhs bange ansigt, og han mærker hvor skræmt børnene faktisk bliver.
Mike fortæller hurtigt til Waternoose, om Randalls onde plan, men det viser sig at Waternoose faktisk er en af grundlæggerne af Skrig-Udtrækkeren. Fordi han var bange for at firmaet skulle gå konkurs så han Randalls maskine som den eneste udvej, for at redde firmaet. Waternoose forråder Mike og Sulley, og beslutter sig at teleportere dem til Himalaya-bjergene, gennem en ensrettet dør.
Mike og Sulley bliver reddet af Den Afskyelige Snemand (Niels Olsen), som fortæller at der ligger en landsby for foden af bjerget. Efter et skænderi med Mike, sniger Sulley sig ind i monsterverdenen igen, igennem et barns klædeskab i landsbyen – Mike følger dog snart efter. De to opsøger Randall og forsøger at redde Bøh. Bøh, som ikke længere er bange for Randall, angriber ham. Mike og Sulley skubber nu Randall igennem en dør, som hører til et mobilhome i Louisiana, hvor beboerne i huset slår ham, fordi de tror han er en alligator. Mike og Sulley ødelægger døren, som Randall blev skubbet igennem, for at sikre sig at han ikke kommer tilbage foreløbig.
Mike og Sulley bruger nu Bøh for at lokke Waternoose ind til firmaets skræmme-øve-scene. Sulley provokerer Waternoose så meget, at denne til sidst udbryder: "Jeg vil hellere kidnappe 1000 børn, end at lade det her firma dø!". Waternooses udtalelse bliver i al hemmelighed optaget på bånd og han bliver arresteret af CDA. Det bliver også afsløret af lederen af CDA er sekretæren Rosa, som har arbejdet under cover. Bøh bliver efterfølgende sendt hjem, og hendes dør bliver kørt igennem "Dørknuseren".
Under sin tid med Bøh opdagede Sulley, at børns latter giver meget mere energi end deres skrig. Pga. sin opdagelse bliver Sulley firmaets nye direktør, og firmaet kan fortsætte. Nu skal monstrene gå igennem dørene og få børnene til grine, og snart er byens energi-mangel ovre. I mellemtiden har Mike i al hemmelighed samlet Bøhs dør, og døren mangler kun et enkelt stykke, som Sulley fik for at mindes Bøh, da døren tidligere blev ødelagt. Mike viser nu Sulley døren, og da det sidste stykke bliver sat i, fungerer døren igen. Sulley åbner døren, og man ser ikke Bøh, men hører kun hendes stemme, og filmen ender med at Sulley smiler stort.
Under rulleteksterne vises der flere "bloopers", som forsøger at vise at monstrene i filmen, bare var skuespillere.

## Rollebesætning
| Rolle                      | Skuespiller (engelsk) | Skuespiller (dansk)   |
| -------------------------- | --------------------- | --------------------- |
| James P. "Sulley" Sullivan | John Goodman          | Peter Aude            |
| Mike Wazowski              | Billy Crystal         | Donald Andersen       |
| Bøh                        | Mary Gibbs            | Augusta Christiansen  |
| Celia Mae                  | Jennifer Tilly        | Iben Hjejle           |
| Randall Boggs              | Steve Buscemi         | Mads Mikkelsen        |
| Henry J. Waternoose III    | James Coburn          | Henning Moritzen      |
| Rosa                       | Bob Peterson          | Ulla Jessen           |
| Yeti                       | John Ratzenberger     | Niels Olsen           |
| Fungus                     | Frank Oz              | Anders Bircow         |
| Needleman og Smitty        | Daniel Gerson         | Søren Ulrichs         |
| Afdelingschef              | Steve Susskind        | Thomas Mørk           |
| Frk. Burdine Flint         | Bonnie Hunt           | Vibeke Hastrup        |
| Flemming Bajl              | Jeff Pidgeon          | Hans Henrik Bærentsen |
| George Sanderson           | Sam Black             | Lasse Lunderskov      |

Andre medvirkende: Puk Scharbau, Lars Lippert, Lukas Forchhammer, Pauline Rehné, Torben Sekov, Henrik Koefoed, Lars Thiesgaard, Peter Røschke, Vibeke Dueholm, Peter Secher Schmidt, Rosalinde Mynster, Thea Iven Ulstrup, Julian T. Kellermann, Timm Mehrens og Andreas Hviid.

## Priser
Monsters Inc. vandt en Oscar for bedste sang (Randy Newman med If I Didn't Have You). Den var nomineret i kategorierne "bedste animationsfilm", "bedste lydredigering" og "bedste musik".

## Trivia
- En fortvivlet Sulley i en scene, lige hvor han tror at Bøh er blevet kørt igennem affaldsprocessoren er en hyldest til Chuck Jones' tegnefilm Feed the Kitty i Merrie Melodies-serien.

- Da Sulley bringer Bøh hjem til hendes værelse, giver hun Sulley noget legetøj, hvor meget af det præsenterer Pixar, på en eller anden måde. De mest tydelige er bolden fra Pixars signatur-film, Nemo (fra Find Nemo (som først udkom efter Monsters Inc.) og en Jessie-dukke fra Toy Story 2.

- Da Randall bliver banket i mobilhomet, kan man længst til venstre se Pizza Planet bilen fra Toy Story og Toy Story 2. Denne scene hyldede også Græs-rødderne, hvor den samme bil medvirkede (og mere eller mindre) bliver filmet fra samme vinkel.

- Under Bøhs toiletbesøg kan man tydeligt høre hende synge i komplete engelske sætninger.

- Dinosaureren Rex fra Toy Story optræder i bloppers til sidst i filmen.

- Restauranten i filmen kaldes Harryhausen, en henvisning til Ray Harryhausen.

- Da Bøh vælter Mikes stabel af CD'er er der en CD som hedder "Crash Monster", en mulig parodi af "Crash Bandicoot".

- Da Sulley spørger Den Afskyelige Snemand om der er børn i landsbyen, svarer Snemanden med at der er: "hårde børn, bange børn, børn der klatrer på klipperne", en linje fra 1970'ernes Armour hot dog kendingsmelodi.

- På skræmme-resultattavlen er alle undtagen Randall repræsenteret med deres efternavn. Randall repræsenteret med sit fornavn.

- I nogle af børneværelserne i filmen hænger der Disneyland-plakater.

## Produktion
Tekst mangler, hjælp os med at skrive teksten

## Modtagelse
Tekst mangler, hjælp os med at skrive teksten